# La Esperanza, Cortés
La Esperanza är en ort i Honduras.   Den ligger i departementet Departamento de Cortés, i den västra delen av landet, 180 km nordväst om huvudstaden Tegucigalpa. La Esperanza ligger 214 meter över havet och antalet invånare är 985.
Terrängen runt La Esperanza är varierad. Runt La Esperanza är det ganska tätbefolkat, med 104 invånare per kvadratkilometer. Närmaste större samhälle är San Pedro Sula, 19,5 km nordost om La Esperanza. Omgivningarna runt La Esperanza är en mosaik av jordbruksmark och naturlig växtlighet.